# Ngozi Okonjo-Iweala
Ngozi Okonjo-Iweala (født 13. juni 1954) er en nigeriansk-amerikansk økonom og ekspert i international udviklingsøkonom. Hun sidder i bestyrelserne for Standard Chartered Bank, Twitter, Global Alliance for Vaccines and Immunization og African Risk Capacity (ARC). Den 15. februar 2021 blev hun udnævnt til generaldirektør for Verdenshandelsorganisationen (WTO). Hendes valgperiode begynder den 1. marts 2021, hvor hun bliver den første kvinde og den første afrikaner, der besætter posten.
Tidligere tilbragte Okonjo-Iweala en 25-årig karriere i Verdensbanken, hvor hun avancerede til nummer 2-stillingen som administrerende direktør for operationer (2007–2011). Hun fungerede også i to perioder som finansminister i Nigeria (2003-2006, 2011–2015) under henholdsvis præsident Olusegun Obasanjo og præsident Goodluck Jonathan. Hun var den første kvinde, der tjente som landets finansminister, den første kvinde, der tjente på denne post to gange, og den eneste finansminister, der har tjent under to forskellige præsidenter. I 2005 udnævnte Euromoney sin globale finansminister for året.